# Cités
Cités is een straattaal in Vlaanderen. De taal ontstond in de laatste helft van de twintigste eeuw in Belgisch Limburg, in steden als Genk, Beringen, Houthalen-Helchteren, Heusden-Zolder en Maasmechelen. De taalvariant ontstond uit de bastaardtaal die de mijnwerkers uit Italië, Turkije en Griekenland gebruikten om met elkaar in de mijnen te communiceren. Vandaag is het de taal van de jongeren uit de cités, de arbeiders- en migrantenwijken in de steden. Het cités is rijk aan schuttingwoorden, met de grammatica van het Limburgs, de melodie van het Italiaans en de woordenschat van het Italiaans, het Grieks, het Spaans, het Frans, het Engels, en het Turks.

## Oorsprong
Deze straattaal werd voor het eerst onderzocht door de taalkundige Ward Ramaekers. Hij inventariseerde de woordenschat en bedacht het begrip "Algemeen Cités". De taal is een taalvariant van het Nederlands, maar wordt vuriger en zangeriger gesproken, maar tegelijk klinkt het velen brutaal, macho en zelfs bedreigend in de oren. Ramaekers stelde ook vast dat deze Vlaamse straattaal van erg grote invloed was op de taal van Vlaamse scholieren en dat heel wat woorden en uitdrukkingen die hun oorsprong vonden in het Algemeen Cités nu gemeengoed zijn geworden in de Vlaamse jongerentaal, zoals "ga kakken" (uitdrukking van ongeloof), "ik zweer u" (ik verzeker je), "kraken" ((meisje) versieren), "patat" (zeer mooi, "een patat van een auto"), "chic" (knap, stijlvol), "schoen" (dommerik).

## Uitspraak en grammatica
Qua uitspraak wordt het Algemeen Cités gekenmerkt door een sterk rollende r, de w-klank die uitgesproken wordt als "oew" ("oewaarom?"), de s-klank die sissend uitgesproken wordt als "sh" ("shlaan") en een "i" (van vis) die sterk neigt naar de "u" van "mus". Er is maar één bepaald lidwoord (de): "De weer, heb je de weer gezien?" en "Die meisje, heb je die meisje gezien joh?". Bijvoeglijke naamwoorden en bijwoorden worden steeds verbogen: "een leuke meisje", "welke huis?". Dubbele infinitieven worden nooit van "te" voorzien. Ook woorden die een plaats bepalen, zoals "naar" en "bij", worden vaak weggelaten. Bijvoorbeeld: "gaat ge school" of "Ik ben cinema gegaan". Ten slotte worden de "n" en "t" op het einde van een woord meestal niet uitgesproken: "slecht" en "wacht" worden zo "slech" en "wach".
Hasselts · Venloos · Weerts · Roermonds · Sittards · Geleens · Maastrichts

Zuidoost-Limburgs / Ripuarisch: Kerkraads · Vaalsers

West-Limburgs: Budels

Creooldialecten: Cités · Heerlens Nederlands

Andere dialecten: Platdiets